# Transplantationskoordinator
Transplantationskoordinatorer er et vigtigt led i brobygningen mellem donationssiden og transplantationssiden i et transplantationsforløb. Deres opgaver er forskellige alt efter hvilket transplantationscenter, de arbejder for.

## Historie
Da Folketinget i 1990 indførte hjernedødskriteriet og dermed gjorde det lovligt at transplantere organer fra hjernedøde, oprettedes de første stillinger som transplantationskoordinator ved Rigshospitalet i København. Opgaven var at koordinere transplantationsforløbet fra det øjeblik et hospital havde en mulig donor, og til organet var på plads i recipienten.
Da der nu transplanteres organer på både Rigshospitalet, Aarhus Universitetshospital,  Skejby og Odense Universitetshospital, er der ansat transplantationskoordinatorer alle tre steder, og deres opgaver har udviklet sig forskelligt de tre steder.
Ved oprettelsen af Dansk Center for Organdonation i 2007 blev transplantionskoordinatorerne tilknyttet centret, så de deltager i centrets arbejde med at styrke donationssiden i transplantationsarbejdet. Deres primære fokus ligger dog stadig på transplantationssiden.

## Rigshospitalet og Skejby
På Rigshospitalet og Aarhus Universitetshospital Skejby har der traditionelt været tre transplantationskoordinatorer. De er erfarne sygeplejersker, som efter en vagtplan dækker koordinationsfunktionen. Når en intensivafdeling har en potentiel organdonor, kontakter de transplantationskoordinatoren, som bl.a. tjekker donorregisteret, får undersøgt, om der er egnede modtagere på venteliste, sørger for at indkalde operationshold til at foretage transplantationerne og koordinerer i det hele taget.

## Odense
På Odense Universitetshospital varetages en stor del af koordineringen af den vagthavende transplantationskirurg, som modtager meldingen om en donor, tjekker registre og sørger for operationshold.
Otte erfarne operationssygeplejersker er transplantationskoordinatorer, og den, der er på vagt, tager ud til den afdeling, hvor donoren ligger, og hjælper personalet der. De står også for den mere praktiske koordination.